# Цементированная броня Круппа
Кру́пповская бро́ня — тип поверхностно упрочнённой стальной брони, использовавшейся с конца XIX века. Она была разработана компанией Круппа в 1893 году и быстро заменила гарвеевскую броню, на какое-то время став стандартом броневой защиты для боевых кораблей.
Первоначально для производства брони Круппа использовался технологический процесс, аналогичный производству гарвеевской брони, однако, если в производстве последней использовалась никелевая сталь, то в процессе Круппа была применена более твёрдая хромистая сталь с содержанием хрома в 1%. Кроме того, если в гарвеевском процессе сталь науглероживалась длительным (обычно несколько недель) нагреванием в присутствии древесного угля, крупповская броня цементировалась путём обдува поверхности разогретой стали светильным газом, содержащим в связанном виде углерод. За счёт этого было достигнуто значительное сокращение времени, уходящего на химико-термическую обработку, и, соответственно, существенное ускорение производства брони, что составляло огромное преимущество этого способа. После завершения процесса цементации броня подвергалась поверхностной закалке путём быстрого нагрева поверхности (от 30 до 40 % глубины стали) с последующим её быстрым охлаждением сильным потоком воды либо масла.
Крупповская броня была быстро принята ведущими морскими державами, будучи не только дешевле и быстрее в производстве, но и более стойкой по сравнению с гарвеевской: баллистические тесты показали, что 25,9 см крупповской брони соответствуют 30,4 см гарвеевской. Тем не менее, к началу XX века она морально устарела ввиду появления комплексно-легированной цементированной брони Круппа.
Цементи́рованная броня́ Кру́ппа (англ. Krupp cemented armour, K.C.A.) — вариант дальнейшего развития брони Круппа. Процесс изготовления во многом такой же с небольшими изменениями в композиции сплава: 0,35 % углерода, 3,9 % никеля, 2,0 % хрома, 0,35 % марганца, 0,07 % кремния, <0,025 % фосфора, <0,020 % серы. K.C.A. обладала жёсткой поверхностью брони Круппа путём применения углеродосодержащих газов, но также обладала более высокой «волоконной» эластичностью в задней части листа. Эта увеличенная эластичность сильно уменьшала отслаивание и растрескивание брони при огне. Баллистическое тестирование показало, что K.C.A. и броня Круппа почти равны в других отношениях.